# Љ
 (août 2020).
Si vous disposez d'ouvrages ou d'articles de référence ou si vous connaissez des sites web de qualité traitant du thème abordé ici, merci de compléter l'article en donnant les références utiles à sa vérifiabilité et en les liant à la section « Notes et références ».
La lettre Љ (en minuscule љ) est une lettre de l'alphabet cyrillique. Elle est une ligature des lettres Л et Ь. La lettre est utilisée en serbe, macédonien et monténégrin.
Le son représenté par la lettre Љ est la consonne spirante latérale palatale voisée (proche de la combinaison des sons de Л et Ь).
Dans la version latinica du serbe, la lettre est représentée par le digramme ǈ (qui est aussi utilisé en croate). La lettre est à la 14e position dans l'alphabet cyrillique serbe et à la 15e position dans l'alphabet macédonien. La lettre a été introduite dans l'alphabet serbe par Vuk Stefanović Karadžić.

## Représentations informatiques
Le lié peut être représenté par les caractères Unicode suivants :
| formes    | représentations | chaînes de caractères | points de code | descriptions                    |
| --------- | --------------- | --------------------- | -------------- | ------------------------------- |
| capitale  | Љ               | Љ                     | U+0409         | lettre majuscule cyrillique lié |
| minuscule | љ               | љ                     | U+0459         | lettre minuscule cyrillique lié |